# Palovec
Palovec är en by i Međimurje i norra Kroatien.
Byn hade 984 invånare år 2011. Palovec ligger cirka 10 kilometer öster om Čakovec som är Međimurjes största stad. Motorvägen mellan Zagreb och Budapest passerar byn, men nås inte från byn utan från grannorten Mala Subotica.